# 水戶岡銳治
水戶岡銳治（日语：水戸岡 鋭治，1947年7月5日—），岡山縣出身的日本工業設計師，因長期擔任鐵路公司JR九州的設計顧問，為JR九州設計出多款得獎的列車和車站而在交通產業中享有盛名。

## 生平
1947年出生於岡山縣岡山市，先後在大阪和意大利米蘭的設計事務所實習。之後自行開設家具設計公司。1988年參與了福岡市內一酒店的家具設計，之後開始替JR九州設計車輛和車站。
他設計的車輛多次得到獎項，包括鐵路設計界的布鲁内尔奖（Brunel Award）。2011年更因為推動火車旅程創新方面的貢獻，獲得第59屆菊池寛賞。

## 主要設計作品

### JR九州

#### 高速客輪
- Austal 83m穿浪雙體船（JR九州轄下JR九州高速船的「甲蟲皇后號」）（2020年）

#### 新製列車
- KiHa200系氣動車(キハ200系気動車)(1991年)
- 787系電車(1991年，獲得1993年的藍絲帶獎及1994年的Brunel Award)
- KiHa125形氣動車(キハ125形気動車)(1993年)
- 813系電車(1993年)
- 883系電車(1993年，獲得1996年的Brunel Award，主要用於音速號特快列車)
- 815系電車(1999年)
- KiHa72系氣動車(キハ72系気動車)(1999年)(即「由布院之森號列車(第三代)」(ゆふいんの森)
- 885系電車(2000年，獲得2001年的Brunel Award，主要用於海鷗號特快列車)
- 303系電車(2000年)
- 817系電車(2001年)
- 800系新幹線(2003年)
- 77系客車（即九州七星號列車之車廂）（2013年）
- DF200型柴油機車7000番台(即九州七星號列車之牽引機車)（2013年）

#### 改造列車
- KiHa58系氣動車(キハ58系7000番台気動車)(1988年，即(AQUA EXPRESS)
- 485系電車(1990年，現已停用)(即KAMOME EXPRESS、RED EXPRESS)
- KiHa58系氣動車(キハ58系7000番台気動車)(1991年，即濱海快線)
- KiHa183系氣動車(キハ183系1000番台気動車)(1992年，現已停用，即由布院之森號列車(第二代)(ゆふいんの森II)
- 103系電車(1995年)
- 713系電車(1996年，宮崎機場專用列車)
- KiHa40系氣動車(国鉄キハ40系気動車)(2004年，即伊三郎（いさぶろう）、新平號列車（しんぺい）及隼人之風號列車（はやとの風）)
- KiHa185系氣動車(キハ185系気動車)(2004年，即九州橫斷特急號列車(九州横断特急))
- KiHa58系氣動車(キハ58系気動車)(2006年，現已停用，即阿蘇1962號列車(あそ1962)
- 50系客車(50系700番台客車)(2009年，即SL人吉的客車)
- KiHa125型氣動車(キハ125形400番台気動車)(購自高千穗鐵道，2009年，即海幸山幸號列車)
- KiHa183系氣動車(キハ183系1000番台気動車)(2011年，即阿蘇男孩！號列車(あそぼーい!)
- 國鐵KiHa40系氣動車(国鉄キハ40系気動車)(2011年，即指宿之玉手箱號列車(指宿のたまて箱)[2]

#### 新建車站
- 熊本站(1991年)
- 須惠站(1995年)
- 西鹿兒島站(1996年，即現在的鹿兒島中央站)
- 西戶崎站(1998年)
- 直方站(2011年)
- 大分站(2012年，高架化後的新站)

#### 改建車站
- 隼人站
- 霧島神宮站
- 指宿站
- 三角站（2011年）
- 阿蘇站（2011年）
- 喜入站（2011年）

### 其他鐵路公司

#### 熊本市電
- 「Cocoro（心）」0803AB系市內電車，2014年10月3日起行駛。

#### 肥薩橙鐵道
- 「橙食堂」（おれんじ食堂）觀光列車，行駛於肥薩橙鐵道線，以HSOR-100型柴聯車改造，2013年3月24日起行駛。

#### 和歌山電鐵
- 草莓電車（いちご電車），行駛於和歌山電鐵貴志川線，以2270系電車（2271F）改造，從2006年8月6日開始運行。
- 玩具電車（おもちゃ電車），行駛於和歌山電鐵貴志川線，以2270系電車（2276F）改造，從2007年7月29日開始運行。
- 小玉電車（たま電車），行駛於和歌山電鐵貴志川線，以2270系電車（2275F）改造，從2009年3月21日開始運行。

#### 岡山電氣軌道
- 「Kuro（くろ）」電車，行駛於岡山電氣軌道，以東武日光軌道100型電車改造，2004年起行駛。
- 「MOMO（モモ）」9200型電車，行駛於岡山電氣軌道，2002年7月5日起行駛。

#### JR四國
- 觀光列車清流四萬十號（清流しまんと号），以KiHa 54型柴聯車及原本做為貨物列車的敞車改造，2013年10月起行駛。

#### 京都丹後鐵道
- KTR700型柴聯車，2013年起行駛
- KTR8000型柴聯車，暱稱「丹後之海」（丹後の海），2015年起行駛

#### 井原鐵道
- IRT355型柴聯車，2005年起行駛

#### 球磨川鐵道
- KT-100型、KT-200型柴聯車，2009年起行駛
- KT-500型柴聯車，觀光列車「田園交響曲」（田園シンフォニー），2014年起行駛

#### 富山地方鐵道
- 16010型電車，2011年起行駛
- 7000型電車，2014年起行駛

#### 信濃鐵道
- 115系電聯車，觀光列車「六文號」（ろくもん），2014年起行駛

#### 長良川鐵道
- 長良300形柴聯車，觀光列車「長良號」（ナガラ），2016年起行駛

#### 長崎電氣軌道
- 300型電車，暱稱「港」（みなと），2017年起行駛

#### 伊豆急行
- 伊豆急行2100系電車，觀光列車「THE ROYAL EXPRESS」，2017年起行駛

#### 若櫻鐵道
- WT3000型柴聯車，觀光列車「昭和」、「八頭」，2018、2019年起行駛

### 平成筑豐鐵道
- 令和COSTA行橋車站，新設車站之月台與站房設計，2019年完工啟用。

## 外部連結
- JR九州官方網頁有關各車輛的介紹 （页面存档备份，存于）